# Eulophia parviflora
Eulophia parviflora är en orkidéart som först beskrevs av John Lindley, och fick sitt nu gällande namn av Anthony Vincent Hall. Eulophia parviflora ingår i släktet Eulophia och familjen orkidéer. Inga underarter finns listade i Catalogue of Life.